# Nematus brevivalvis
Nematus brevivalvis är en stekelart som beskrevs av Thomson 1871. Nematus brevivalvis ingår i släktet Nematus, och familjen bladsteklar. Arten är reproducerande i Sverige.